# Emil Martinov
Emil Rosenov Martinov (in bulgaro Емил Росенов Мартинов?; Sofia, 18 marzo 1992) è un calciatore bulgaro, centrocampista dello Slavia Sofia.

## Palmarès

### Club

#### Competizioni nazionali
- Coppa di Bulgaria: 1

Slavia Sofia: 2017-2018